# Nervo ottico
Il nervo ottico è il nervo che trasmette le informazioni visive dalla retina al cervello. Il medico e filosofo greco Alcmeone di Crotone scoprì per primo il nervo ottico, sebbene non descrisse le sue funzioni.

## Anatomia
Il nervo ottico è il secondo di 12 paia di nervi cranici, ma è considerato come parte del sistema nervoso centrale; infatti, le fibre sono ricoperte dalla mielina prodotta dagli oligodendrociti, e il nervo ottico è avvolto nelle meningi (dura madre, aracnoide, pia madre). Tecnicamente, assieme al nervo olfattivo, non sono nervi ma una continuazione del sistema nervoso centrale.
Il nervo ottico - lungo circa cinque centimetri - lascia l'orbita attraverso il canale ottico, raggiungendo il chiasma ottico, in cui si assiste ad una parziale decussazione (incrocio) delle fibre nervose: infatti quelle provenienti dalle emiretine nasali si incrociano e proseguono nel tratto ottico controlaterale.
La maggior parte degli assoni del nervo ottico termina nel corpo genicolato laterale, da dove le informazioni visive vengono trasmesse alla corteccia visiva. La restante parte termina nella lamina quadrigemina del mesencefalo.
In base ai rapporti che il nervo ottico contrae, il suo decorso è distinto in 4 parti
- parte intrabulbare: attraverso membrana coroidea e sclera dell'occhio
- parte intraorbitale: dal polo posteriore dell'occhio al foro ottico dello sfenoide
- parte intracanalicolare: attraverso il foro ottico dello sfenoide
- parte intracranica: dal foro ottico dello sfenoide giunge al chiasma ottico

## Via ottica
La via ottica origina dai fotorecettori della retina (cellule dei coni per visione a colori ad alta risoluzione, cellule dei bastoncelli per visione notturna monocromatica — ma la risoluzione spaziale è molto bassa perché molti recettori convergono su un'unica fibra del nervo ottico). I fotorecettori contraggono sinapsi con le cellule bipolari della retina, che a loro volta contraggono sinapsi con le cellule multipolari della retina o cellule gangliari. Dalle cellule multipolari nascono infine le fibre ottiche che costituiscono il nervo ottico.
Vi sono tre tipi di fibre ottiche:
- Maculari: al chiasma metà fibre incrociano, l'altra metà prosegue diretta
- Nasali: si incrociano totalmente
- Temporali: non incrociano e continuano dirette

Dal chiasma ottico parte il tratto ottico, costituito da fibre maculari metà dirette e metà crociate, fibre nasali crociate, fibre temporali dirette.
Il tratto ottico mette capo al corpo genicolato laterale del talamo, dove la maggior parte delle fibre termina.
Dal corpo genicolato laterale del talamo originano fibre talamo-corticali che formano la radiazione ottica, che passando nel braccio retrolenticolare della capsula interna e lateralmente al corno occipitale del ventricolo laterale giunge alla corteccia cerebrale dei labbri e del fondo della scissura calcarina, sede dall'area ottica primaria nel lobo occipitale (area 17). In corrispondenza dell'area 17, vi sono le aree 18 e 19 di Brodmann, ovvero le aree presupposte alla funzione del riconoscimento delle immagini osservate. Una lesione dell'area 17 comporta cecità "vera", mentre una lesione delle aree 18 e 19 determina cecità "psichica", ossia una condizione nel quale il soggetto riesce a vedere, ma non riesce a riconoscere quel che osserva.

### Via ottica riflessa
Una parte delle fibre ottiche che non terminano nel corpo genicolato laterale del metatalamo raggiungono la lamina quadrigemina del mesencefalo e terminano nel tubercolo quadrigemino superiore e nel nucleo pretettale. Da qui parte la via ottica riflessa, per i movimenti riflessi in risposta a stimoli luminosi.
- Dal tubercolo quadrigemino superiore nascono fibre tetto-pontine, tetto-bulbari e tetto-spinali. Le prime due sono dirette e terminano nel ponte e nel midollo allungato; le tetto-spinali dirette si uniscono alle tetto-spinali dirette della via acustica riflessa (idem le crociate).
- Dal nucleo pretettale partono fibre dirette al nucleo di Edinger-Westphal del mesencefalo, dove nascono fibre per l'innervazione del muscolo costrittore della pupilla e del ciliare, responsabili rispettivamente della miosi (costrizione pupillare) in condizioni di forte luminosità e del riflesso di accomodazione visiva, ossia l'adattamento dell'occhio alla visione di oggetti vicini.

Dal nucleo pretettale partono anche fibre dirette al nucleo intermedio laterale del corno laterale, dove ha sede il centro cilio-spinale di Budge, dal quale originano fibre per innervazione del muscolo dilatatore della pupilla per la midriasi (dilatazione pupillare) in condizioni di scarsa luminosità o stati emozionali particolari.
Una lesione a carico del nervo ottico produce perdita della vista permanente.